# Moara cu aburi din comuna Prodănești
Moară cu aburi este o moară amplasată în comuna Prodănești, raionul Florești, Republica Moldova. Este un monument arhitectural de importanță națională inclus în Registrul monumentelor Republicii Moldova ocrotite de stat cu nr. 1419 (raionul Florești). Datează de la înc. sec. XX.